# Namentenga
O Namentenga é uma província de Burkina Faso localizada na região Centro-Norte. Sua capital é a cidade de Boulsa.

## Departamentos

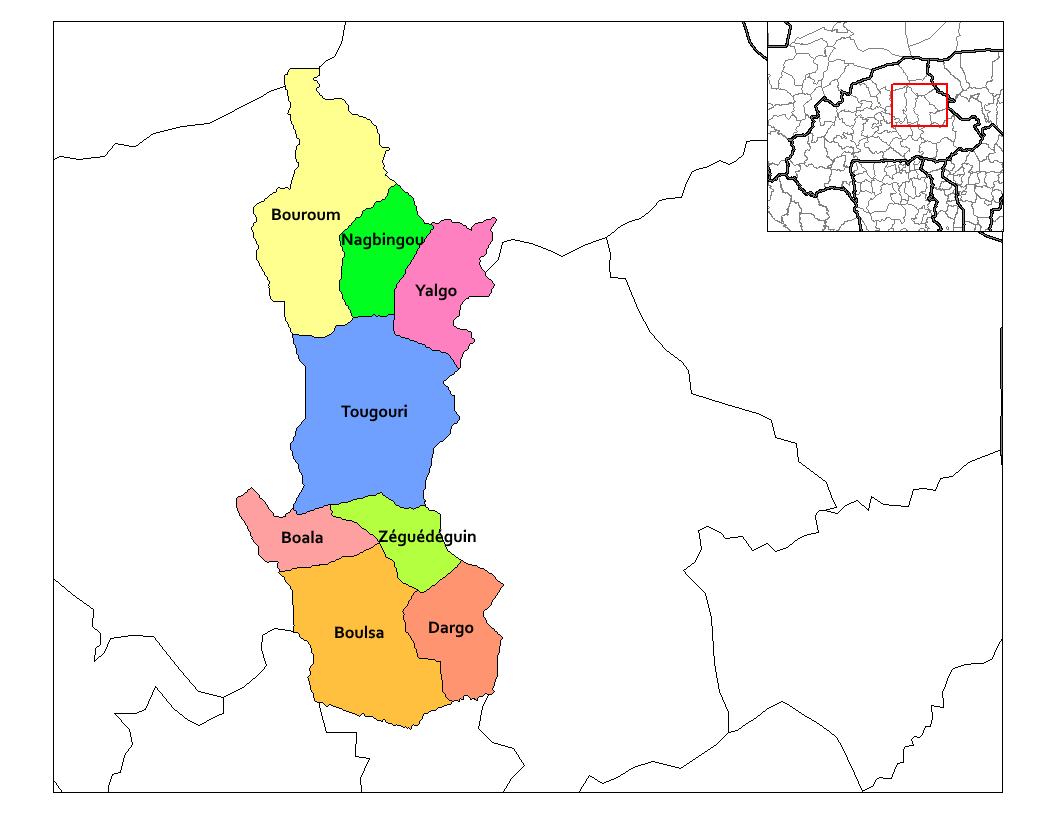
Localização dos diversos departamentos da província do Namentenga, Burkina Faso

A província do Namentenga está dividida em oito departamentos:
- Boala
- Boulsa
- Bouroum
- Dargo
- Nagbingou
- Tougouri
- Yalgo
- Zéguédéguin